# Henri Lauener
Henri Lauener (* 13. Juli 1933 in Bern; † 28. Oktober 2002 ebenda) war ein Schweizer Philosoph. Er ist bekannt für die Entwicklung der „offenen Transzendentalphilosophie“ in Auseinandersetzung mit Gedanken des amerikanischen Philosophen Willard Van Orman Quine. Auf seinen Wunsch hin wurde 2003 die Lauener-Stiftung (Lauener Foundation for Analytical Philosophy) gegründet, die alljährlich den Lauener Preis vergibt.

## Leben
Aufgewachsen hoch über dem Thunersee in Krattigen, studierte er an der Universität Bern, veröffentlichte in jungen Jahren drei Gedichtbände (1958–1963), promovierte 1959 über Hegel. Von 1966 bis 1970 unterrichtete er als Gymnasiallehrer für Philosophie am Berner Neufeld Gymnasium. Nach seiner Habilitation 1967 war er von 1973 bis zu seiner Emeritierung 1998 Professor für Philosophie an der Universität Bern. Er wurde als Gastprofessor an die Universitäten Helsinki, San Diego, Lausanne und Genf geladen und lud zu seiner Vertretung Kuno Lorenz ein, dessen  philosophische Anthropologie hier entstand. Er war Mitglied des Institut International de Philosophie. In den Jahren 1973 bis 1993 organisierte er eine Reihe von Kongressen in Biel und Bern, an denen namentlich Quine und Donald Davidson teilnahmen. Als nach dem Tod von Ferdinand Gonseth und Paul Bernays die 1947 von diesen zusammen mit Gaston Bachelard gegründete philosophische Zeitschrift Dialectica einzugehen drohte, übernahm Lauener mit seinem Institut die Herausgabe und machte die Zeitschrift zu einem international bedeutsamen Forum für analytische Philosophie. Seine eigene Philosophie führte er in steter Auseinandersetzung mit Quine zu einer offenen Transzendentalphilosophie.
Die nach seinem Tod errichtete Lauener Stiftung fördert den Nachwuchs in der analytischen Philosophie. Zu seinen Schülern zählen etwa Alex Burri, Michael Frauchiger, Jürg Freudiger, Stephan Hottinger und Herbert Schweizer.

## Philosophische Werke (Auswahl)
- Die Sprache in der Philosophie Hegels. Mit besonderer Berücksichtigung der Ästhetik . Haupt, Bern 1962.
- Hume und Kant. Systematische Gegenüberstellung einiger Hauptpunkte ihrer Lehren. Francke, Bern 1969.
- Willard Van Orman Quine. C.H. Beck, München 1982, ISBN 3-406-08503-2. (BsR; 503).
- Zeitgenössische Philosophie in der Schweiz. Haupt Verlag, Bern 1984.
- Offene Transzendentalphilosophie. Kovac, Hamburg 2002, ISBN 3-8300-0550-4. (Boethiana; 50).
- mit Benito Müller: Handlungskontext. Regelkonforme Verwendung und Bedeutung. Academia Richarz, Sankt Augustin 1998, ISBN 3-89665-092-0. (Academia Philosophical Studies; 14).